# Col de la Cluse
Le col de la Cluse est un col de montagne situé à 1 168 m d'altitude dans le massif de la Chartreuse. Il relie le Désert d'Entremont (commune d'Entremont-le-Vieux) à Corbel. La route principale du col est la D45.
L'hiver, c'est un départ de pistes de ski de fond. L'été c'est le départ d'une randonnée de deux heures permettant d'accéder à la Roche Veyrand (1 429 m), au sud, dominant Saint-Pierre-d'Entremont en Savoie. On peut également accéder au roc de Gleisin, plus proche. C'est une des voies d'accès au col du Grapillon, à l'est.

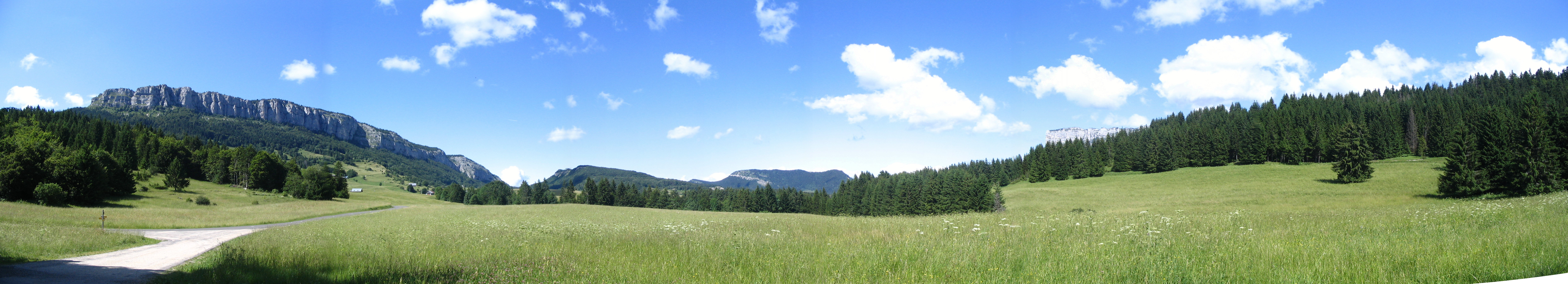
Vue du mont Outheran depuis le col de la Cluse.